# Thomas Wand-Tetley
Thomas Wand-Tetley (26 de fevereiro de 1898 – 4 de fevereiro de 1956) foi um esgrimista britânico que participou dos Jogos Olímpicos de Verão de 1920 e de 1928, sob a bandeira da Grã-Bretanha.